# San Ramón (Matagalpa)
Pour les articles homonymes, voir San Ramon.
San Ramón est une commune du département de Matagalpa au Nicaragua.